# Gamma del Triangle Austral
Gamma del Triangle Austral (γ Trianguli Australis) és un estel a la constel·lació del Triangle Austral. De magnitud aparent +2,88, és la tercera més brillant de la constel·lació després d'α Trianguli Australis i β Trianguli Australis. Ocasionalment rep el nom de Gatria, contracció de la seva denominació de Bayer.
Gamma del Triangle Austral és un estel blanc de la seqüència principal de tipus espectral A1V amb una temperatura efectiva de 10.060 K. És un estel similar a Merak (β Ursae Majoris), Marfik A (λ Ophiuchi) o Yildun (δ Ursae Minoris); curiosament, aquesta última s'hi troba a 183 anys llum del Sistema Solar, la mateixa distància que ens separa de Gamma Trianguli Australis. Els estels blancs de la seqüència principal, en general, roten a gran velocitat i Gamma Trianguli Australis no n'és una excepció. Amb una velocitat de rotació d'almenys 200 km/s, ho fa 100 vegades més de pressa que el Sol. En ocasions ha estat inclosa dins del grup dels estels peculiars com estrella Ap.
Gamma del Triangle Austral és un estel jove amb una edat compresa entre 170 i 260 milions d'anys —el valor difereix segons la font consultada. A diferència d'estels com Merak o Denebola, no mostra un excés gran en la radiació infraroja emesa.
Gamma del Triangle Austral apareix en la Bandera del Brasil, representant a l'estat de Paranà -vegeu estels en la Bandera de Brasil-.